# Groupe international de gestion de l'ototoxicité
 (février 2023).
Si vous disposez d'ouvrages ou d'articles de référence ou si vous connaissez des sites web de qualité traitant du thème abordé ici, merci de compléter l'article en donnant les références utiles à sa vérifiabilité et en les liant à la section « Notes et références ».
Le Groupe International de Gestion de l'Ototoxicité (en anglais : International Ototoxicity Management Group, IOMG) est un consortium international créé pour améliorer la gestion clinique des personnes éprouvant une perte de l'audition, un acouphène ou des troubles de l'équilibre à la suite d'une exposition médicale, professionnelle ou environnementale à des agents ototoxiques,. Le groupe est composé de parties prenantes provenant d'universités, de fondations dans le milieu de la santé, de sociétés professionnelles et d'organismes gouvernementaux.
La gestion de l'ototoxicité comprend la prise en charge clinique et thérapeutique de ces cas. La pratique clinique dans ces situations, en particulier dans le cas des patients adultes et des populations de maladies infectieuses, n'est pas cohérente entre les pays. Guidé par une équipe internationale de cliniciens, de pharmaciens, de chercheurs et d'intervenants, le groupe prévoit élaborer et diffuser des lignes directrices sur la gestion de l'ototoxicité dans des formats traditionnels et non traditionnels en mettant l'accent sur le matériel éducatif centré sur les fournisseurs et les patients. La première réunion du groupe s'est tenue au National Center for Rehabilitative Audity Research (NCRAR) aux États-Unis le 28 septembre 2019.

## Objectifs and Stratégies
L'objectif à long terme de l'IOMG est d'élaborer et de mettre en œuvre un ensemble cohérent de lignes directrices et/ou d'énoncés de position qui amélioreront la gestion de l'ototoxicité et qui s'harmoniseront avec les priorités des spécialités médicales fournissant des thérapies ototoxiques. Pour ce faire, les objectifs à court terme sont d'établir les meilleures pratiques pour la mise en œuvre généralisée de la gestion de l'ototoxicité dans des environnements cliniques spécifiques (p.ex., l'oncologie, la pneumologie, l'otologie et les cliniques de mucoviscidose et de maladies infectieuses) et dans des établissements de santé (p.ex., communautaire et gouvernemental). Des groupes de travail ont été créés pour se concentrer sur les projets suivants : 
Projet 1. Effectuer une analyse environnementale des pratiques de gestion de l'ototoxicité dans une myriade de pays, d'environnements cliniques et de populations de patients afin d'identifier les lacunes, les obstacles et les facilitateurs en matière de soins de la gestion de l'ototoxicité par rapport aux lignes directrices sur les meilleures pratiques. Des méthodes qualitatives établies seront utilisées pour obtenir et analyser les données d'enquête et d'entrevue afin d'obtenir le point de vue des patients, des fournisseurs et des décideurs. Des précautions seront prises pour obtenir des informations qui peuvent éclairer sur un éventail de structures de soins de santé dans les pays où les économies émergentes, transitionnelles et fortes sont fortes.
Projet 2. Mener des examens de la littérature pour synthétiser les lignes directrices, les stratégies et les pratiques cliniques de la gestion de l'ototoxicité ainsi que des données probantes sur l'efficacité de la gestion de l'ototoxicité pour améliorer les résultats au niveau du patient et du traitement. Afin de rechercher efficacement la littérature pertinente, la méthode PICO sera utilisée. Elle implique de définir la problématique du patient, l'intervention, la comparaison, le résultat et le type de question à laquelle il faut répondre et d'utiliser ces structures clés comme critères de recherche.
Projet 3a. Élaborer un ensemble cohérent de lignes directrices et d'énoncés de position en collaboration avec des représentants des spécialités cliniques spécifiques et/ou des agents de santé communautaires fournissant des thérapies otoxiques pour promouvoir la gestion de l'ototoxicité à grande échelle et prévenir les pratiques incohérentes.
Projet 3b. Développer du matériel éducatif destiné aux patients et aux fournisseurs en utilisant des formats traditionnels et non traditionnels pour faciliter la participation des parties prenantes et maintenir la continuité des soins de la gestion de l'ototoxicité.
Les projets 3a et 3b consisteront à déterminer des calendriers et des méthodes de gestion de l'ototoxicité appropriés qui maximisent les résultats pour les patients tout en minimisant l'ototoxicité évitable, qui sont tolérables pour le patient et qui sont logistiquement réalisables. Cet objectif sera atteint en s'adressant aux populations spécifiques de patients médicalement complexes recevant des thérapies ototoxiques, aux structures de soins de santé dans lesquelles la gestion de l'ototoxicité est administrée, et en intégrant les commentaires des patients, des fournisseurs et des décideurs.